# Olga Kharlan
Olga Hennadijivna Kharlan (født 4. september 1990) er en ukrainsk fægter, der konkurrerer i sabelkategorien. 
Hun vandt tidligere en guldmedalje ved sommer-OL 2008 i holddisciplinen.
Hun repræsenterede Ukraine ved sommer-OL 2012 i London, hvor hun vandt bronze.
Hun vandt sølv ved sommer-OL 2016.
Ved sommer-OL 2020 i Tokyo, som blev afholdt i 2021, blev hun elimineret i anden runde af den individuelle konkurrence.
Ved sommer-OL 2024 i Paris vandt hun guld og bronze.